# Буйневич, Иван Семёнович
Иван Семёнович Буйневич (25 января 1923, с. Заборье, Гомельская губерния — 4 февраля 2004) — участник Великой Отечественной войны, полный кавалер ордена Славы.

## Биография
Родился в русской крестьянской семье. Окончив в 1937 г. четыре класса школы, работал в колхозе.
В 1943 г. призван в Красную Армию, с октября — в боях Великой Отечественной войны. 4 февраля 1945 г., будучи разведчиком 41-го гвардейского стрелкового полка (14-я гвардейская стрелковая дивизия, 5-я гвардейская армия, 1-й Украинский фронт) в звании гвардии сержанта, близ населённого пункта Темпельфельд (в 10 км западнее Брига) в Силезии в составе группы уничтожил разведку противника, а достигнув окопа боевого охранения, уничтожили 8 фашистов и двух взяли в плен. 5 марта 1945 г. был награждён орденом Славы 3 степени.
Южнее Лигница ночью 26 февраля 1945 выдвинулся к переднему краю обороны противникака, гранатами подавил пулемёт и из автомата уничтожил 8 вражеских солдат. 24 марта 1945 был награждён орденом Славы 3 степени (24 декабря 1959 произведено перенаграждение орденом Славы 1 степени).
19 марта 1945 г., будучи командиром отделения пешей разведки, в 4 км северо-восточнее Штригау вместе с подчинёнными в ночном поиске гранатами уничтожил вражеский пулемёт и 7 гитлеровцев, одного взяли в плен. 25 мая 1945 награждён орденом Славы 2 степени.
После демобилизации (в марте 1947 в звании старшего сержанта) вернулся на родину. Возглавлял полеводческую бригаду. С 1970 г. работал начальником аэропорта в с. Заборье. Член КПСС с 1970 г.
Выйдя на пенсию, переехал в пос. Никольская Слобода Жуковского района Брянской области. Умер 4 февраля 2004 г.

## Награды
- орден Славы 3 степени (5.3.1945)
- орден Славы 3 степени (24.3.1945; 24.12.1959 произведено перенаграждение орденом Славы 1 степени)
- орден Славы 2 степени (25.5.1945)
- орден Отечественной войны 1 степени
- медали.